# جون روفوس
جون روفوس (بالإنجليزية: John Rufus)‏ (و. 450 – القرن 6 م) هو كاتب من الإمبراطورية البيزنطية.

## التعليم
تعلم في مدرسة الحقوق في بيروت.